# Hietzing

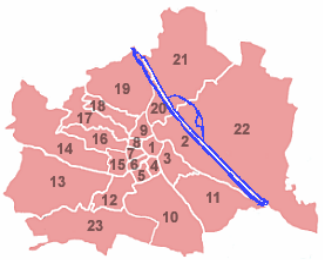
Wiens distrikt. Hietzing har nummer 13.

Hietzing är ett distrikt (tyska: Gemeindebezirk) i Österrikes huvudstad Wien. Wien är indelat i 23 distrikt och Hietzing har distriktsnummer 13. Genom distriktet går Hietzinger Hauptstrasse, som är dess huvudgata. Slottet Schönbrunn ligger i Hietzing.
Antalet invånare är 54 000. Arean är 38 kvadratkilometer. Hietzing gränsar till distrikten  Meidling, Liesing, Penzing och Rudolfsheim-Fünfhaus. 